# Systemhaus
Ein Systemhaus ist ein Unternehmen der Informationstechnologie-Branche, das nicht nur Softwareprodukte (Softwarehaus) oder Hardware anbietet, sondern  Softwaresysteme zusammen mit der erforderlichen Hardware, also betriebsfertige IT-Komplettlösungen.

## Beschreibung
Systemhäuser nehmen als IT-Dienstleister eine wichtige Brückenfunktion zwischen den verschiedenen Anwendern und Herstellern von IT-Produkten (Hard- und Software etc.) wahr.
Das Leistungsspektrum eines Systemhauses, das als Komplettanbieter auf dem Markt auftritt, umfasst zumeist auf allen Wertschöpfungsebenen
- die Bereitstellung prozessneutraler Infrastrukturen,
- die Entwicklung, Implementierung und den Betrieb von Anwendungssoftware,
- die Anpassung bestehender, zugekaufter Anwendungen wie ERP und CRM an die individuellen Bedürfnisse des Kunden und seiner Branche und
- das Management kompletter Prozesse.

Die zehn umsatzstärksten Systemhäuser in Deutschland waren laut IDG Tech Media im Jahr 2023 (nach Umsatz 2022) die Unternehmen Bechtle AG, T-Systems, NTT Data, Computacenter, SVA System Vertrieb Alexander, Cancom, SoftwareONE, msg systems, ACP Group, Adesso SE.